# Weizhou
Weizhou (chinois : 涠洲 ; pinyin : Wéizhōu) est une île chinoise située dans le golfe du Tonkin, au sud de la ville de Beihai et à l'est du Vietnam. C'est l'île la plus importante de la région autonome du Guangxi. L'île fait partie du district de Weizhou gouverné par la ville de Beihai.

## Géographie
D'une superficie de 24,74 km2, elle est longue de 6,5 km et large de 6 km, pour un périmètre de 15,6 km de côtes, dont 10 km de plages.

## Climat
Le climat y est de type tropical soumis à la mousson, avec des températures moyennes annuelles de 23 °C et des précipitations annuelles : 1 863 mm.

## Histoire
De 1869 à 1879, la France a construit une église catholique à l'architecture gothique dans le village de Shengtang. L'église Changzai de Weizhou fut quant à elle construite en 1880, toujours par les catholiques français des missions étrangères de Paris. L'île faisait partie du vicariat apostolique de Pakhoi, aujourd'hui diocèse de Beihai.

## Tourisme
Les forêts de mangrove et la longue plage de sable fin de l'île de Weizhou attirent les touristes de passage à la ville de Beihai.